# Красный Хутор (Белгородская область)
Красный Ху́тор — село в Белгородском районе Белгородской области России, входит в состав Краснооктябрьского сельского поселения.
Расположен на берегах реки Лопань (бассейн Северского Донца), в 0,5 км к северо-западу от автомагистрали М2 Москва — Симферополь. Остановочный пункт Красный Хутор в 38 км к юго-западу от Белгорода.

## История
До 1924 года хутор Красный относился к Толоконской волости Белгородского уезда Курской губернии.

с 12 мая 1924 года — к Весёлолопанской волости.

с 30 июля 1928 года — к Весёлолопанскому району.

с 7 октября 1935 года — к Микояновскому району.

с 8 января 1958 года — к Октябрьскому району.

с 1 февраля 1963 года — к Белгородскому району

## Население
| 2002 | 2010 |
| ---- | ---- |
| 461  | ↗554 |

## Культура
Имеется сельская библиотека, дом культуры, почтовое отделение, ФАП, магазины.

## Достопримечательности
Установлен памятник Герою-освободителю.

## Улицы
Названия улиц
| № п/п | Современное название | Название в 19 — нач. 20 века    |
| ----- | -------------------- | ------------------------------- |
| 1     | Советская            | Лобынь (центральная улица села) |
| 2     | Калинина             | Соколовка                       |
| 3     | Заречная             | Положайка и Щемиловка           |
| 4     | Юматова              | Садоярка и Батькобросивка       |
| 5     | Железнодорожная      | Пятихатки                       |